# 象興國際
象興國際控股有限公司，簡稱象興國際（英語：Xiangxing International Holding Limited，港交所：8157），是一間在福建廈門提供港口內服務與物流服務的公司。
象興國際原定以全配售方式於2017年2月28日在香港交易所創業板上市，上市編號為8157。在上市前一日，證監會以象興國際上市不符合公眾利益，反對象興國際上市。象興國際因而押後上市。
2017年6月27日，該公司重新招股，上市日期為2017年7月7日，招股定價為0.22至0.28港元之間，最新發售股份數目為2.5億股，而集資額為3390萬港元。

## 外部連結
- 象興國際（页面存档备份，存于）